# KWL таблица
Таблица KWL разработана, чтобы помочь в обучении, лучше понять какие знания есть у студентов, понять каким они видят обучение, и каков будет результат, по прошествии времени. KWL таблица расшифровывается — «what we Know» («что мы знаем»), «what we Want to know» («что мы хотим знать»), и «what we Learned» («что мы изучили»). Таблица KWL типично делится на три колонки, Знаю (Know), Хочу (Want), Изучил (Learned). Таблица может принимать различные формы, поскольку в неё можно добавлять и убирать некоторую информацию.
Это может быть полезно в научно-исследовательских работах и организации информации, помочь в обучении для тестов.

## Инструкция
Таблица KWL была составлена Донной Огл (Donna Ogle) в 1986. Таблица KWL может использоваться во всех видах обучения и различных предметах, в больших или маленьких группах. Таблица — эта стратегия понимания, которая помогает активизировать знания до чтения и вовлечь студента в обучение. Учитель делит часть бумаги на три колонки. Первая колонка, «K» (Know — знаю), для того, чтобы студенты заполнили её уже имеющимися знаниями о теме. Этот шаг должен быть выполнен перед чтением. Следующая колонка, «W» (Want — хочу), для студентов, чтобы они перечислили то, что они хотят узнать о теме во время чтения. Этот шаг должен быть также выполнен перед чтением. Третья колонка, «L» (Learned — изучили), для того, что студенты перечислили то, что изучили в процессе чтения. Этот шаг, должен быть выполнен после окончания чтения (курса лекций).
Вот то, на что может быть похожа таблица KWL:
| K (Что я знаю)                        | W (Что я хочу знать)                         | L (Что я изучил)                                                       |
| ------------------------------------- | -------------------------------------------- | ---------------------------------------------------------------------- |
| Информация о том, что студенты знают. | Информацию о том, что студенты хотят узнать. | После завершения урока (курса), информация, которую студенты получили. |

Таблица KWL может использоваться, чтобы провести инструктаж в классе. Учитель может построить урок, основанный на интересах и запросах студентов и их потребностей. Используя данную стратегию, можно увеличить интерес и внимание студентов. Это позволяет учителю более грамотно провести обучение, а студентам — лучше понять материал.

## Цели, для использования диаграммы KWL
У учителя есть много причин для использования таблицы KWL в обучении. Во-первых, таблица KWL позволяет узнать какой нынешний уровень знаний студентов по данному предмету/теме, и их пожелания. После этого определяется общие либо индивидуальные направления обучения студентов. Студенты, со временем, могут добавлять какие-либо новые вопросы по данной тематике. Таким образом, студенты становятся соучастниками в изучении предмета, появляется больший интерес, и они принимают активное участие. Кроме того, использование таблицы KWL позволяет студентам расширять свои знания по теме, изучая предмет вне класса. Зная об интересах студентов, у учителя есть возможность построить урок таким образом, чтобы заинтересовывать студентов, получить обратную связь, дошел ли материал до студентов, поняли ли они его. Таблица KWL — хороший инструмент для построения эффективного обучения.